# معاداة النسوية
معاداة النسوية، مصطلح يشير إلى معارضة النسوية في بعض أو كل أشكالها.

## التعريف
يعتمد تعريف معاداة النسوية على تعريف النسوية كمصطلح معارض لها.
يعرف قاموس أكسفورد للغة الإنجليزية مصطلح النسوية (feminism) على أنه «الدعوة إلى حقوق المرأة على أساس المساواة بين الجنسين.» وبالتالي، فإن القاموس يعرف كذلك معادي النسوية (Antifeminist) على أنه «الشخص الذي يعادي النساء أو النسوية، أو الشخص (الذي غالبًا ما يكون رجلاَ) الذي يتسم بمعاداة المساواة بين الجنسين أو معارضة منح حقوق المرأة.»
ويقول عالم النفس مايكل فلود إن معاداة النسوية ترفض على الأقل واحد من ثلاثة مبادئ عامة تتعلق بالنسوية، ألا وهي: أن الترتيبات الاجتماعية بين الرجال والنساء ليست طبيعية ولا يتم تحديدها بشكل ديني، و/أو أن الترتيبات الاجتماعية بين الرجال والنساء تكون في صف الرجال، و/أو أنه توجد إجراءات جماعية يمكن أن تضيف ويجب اتخاذها من أجل تطوير هذه الترتيبات إلى ترتيبات تتسم بالمزيد من العدل والمساواة.
يعرف مايكل كيميل، وهو أحد العلماء العاملين في مجال دراسات الرجال، معاداة النسوية على أنها «معارضة مساواة النساء بالرجال». وهو يقول إن معاداة النسوية تعارض «دخول النساء إلى المجال العام، وإعادة تنظيم القطاع الخاص، وسيطرة النساء على أجسادهن، وحقوق النساء بصفة عامة.» ويتم تبرير ذلك، حسب قوله، من خلال مكافحي النسوية من خلال «اللجوء إلى العادات الدينية والثقافية، وفي بعض الأحيان [...] باسم» الحفاظ على«الذكورة ضد التلوث والغزو.» وهو يقول إن مكافحي النسوية يعتبرون أن «التمييز التقليدي بين الجنسين في العمل هو أمر طبيعي ومحتوم، وربما يكون مصدقًا عليه من الناحية الدينية».

## الخلاف حول المصطلح
ينظر إلى مصطلح معاداة النسوية من قبل البعض على أنه مصطلح يحمل قدرًا كبيرًا من المعاني. وقد تم تمييز بعض الكتاب، مثل كاميل باجيليا وكريستينا هوف سمرز وجيان بيسكي إلشتين وكاتي رويفي وإليزابيث فوكس جينوفيز، الذين يعرفون أنفسهم على أنهم «يدعون إلى النسوية»، على أنهم «مكافحون للنسوية» من خلال آخرين بسبب مواقفهم تجاه الاضطهاد وطرق التفكير في إطار النسوية. ويقول الكاتبان باتاي وكويرتدج إنه من خلال اعتبار تلك النسوة على أنهن «مكافحات للنسوية»، فإن الهدف من ذلك هو إسكاتهم ومنع أي نقاش يمكن أن يثار حول حالة النسوية.

## معلومات تاريخية

### القرن التاسع عشر
في القرن التاسع عشر، كان محور معاداة النسوية يتمركز حول معارضة تصويت النساء. وقد قال معارضو دخول النساء إلى مؤسسات التعليم العالي إن التعليم يمثل عبئًا ضخمًا على النساء. وفي كتاب 'Sex in Education: or, a Fair Chance for the Girls (الجنس في التعليم: أو فرصة عادلة للبنات) (الصادر عام 1873)، وقع البروفيسور العامل في جامعة هارفارد إدوارد كلارك أنه إذا التحقت النساء بالجامعات، يمكن أن تصبح عقولهن أكبر وأثقل، في حين أن أرحامهن ستتعرض للضمور. وقد بنى توقعه على ملاحظة أن النساء المتعلمات في الجامعات لديهن عدد أقل من الأطفال من النساء غير المتعلمات في الجامعات. وقد عارض غيره من مكافحي النسوية دخول النساء إلى مجال القوة العاملة، أو حقهن في الانضمام إلى النقابات، أو الجلوس على منصة المحلفين، أو تحديد النسل والتحكم في حياتهن الجنسية.

## مواقف معاداة النسوية
قال بعض مكافحي النسوية إن النسوية قد أدت إلى إحداث تغييرات في العادات المجتمعية السابقة فيما يتعلق بالنشاط الجنسي، وهم يرونها على أنها عوامل محددة للقيم التقليدية أو الاعتقادات الدينية التحفظية. على سبيل المثال، تتم الإشارة إلى انتشار الجنس الغريزي وانخفاض مستويات الزواج على أنها تبعات سلبية للنسوية. والعديد من هؤلاء التقليديين يعارضون مشاركة المرأة في قوة العمل والمكتب السياسي وعملية التصويت، بالإضافة إلى تقليل سلطة الذكور في الأسر. ويقول مكافحو النسوية إن تغيير أدوار المرأة يمثل قوة تدميرية تعرض الأسرة للخطر، أو تعارض الأخلاقيات الدينية. على سبيل المثال، يرى بول جوتفريد أن التغيير في أدوار المرأة «كان بمثابة الكارثة الاجتماعية التي تستمر في الإلقاء بظلالها على الأسرة»، وأنه ساهم في حدوث «انهيار من خلال زيادة انفصال الأفراد مما أدى إلى إحداث فوضى اجتماعية».
ويعارض العديد من مكافحي النسوية في العصر الحديث النسوية على أسس طبيعية وليست دينية أو تقليدية. فهم ينظرون إلى النسوية على أنها رفض للفروق الفطرية بين الأنواع، ومحاولة لإعادة برمجة الأشخاص بما يتعارض مع ميولهم البيولوجية. كما يقول معارضو النسوية كذلك بصفة دائمة إن النسوية، رغم أنها تعد مرتعًا للمساواة، إلا أنها تتجاهل الحقوق الفريدة للرجال. ويرى البعض أن حركة النسوية قد حققت أهدافها، وهي الآن تسعى إلى الوصول بالمرأة إلى وضعية أفضل من وضعية الرجال.

## المنظمات

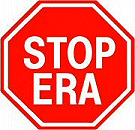
الرمز المستخدم للإشارة إلى العلامات والأزرار المستخدمة من قبل معارضي تعديل حقوق المساواة (ERA)

نجحت جمعية إيقاف تعديل حقوق المساواة (STOP ERA)، التي تم تأسيسها في الولايات المتحدة على يد فيليس شلافلي في أكتوبر من عام 1972، والتي أصبح الآن اسمها منتدى النسر، في الضغط من أجل منع تمرير تعديل حقوق المساواة في الولايات المتحدة الأمريكية. كما كانت شلافلي كذلك هي التي وضعت الأواصر بين جمعية إيقاف تعديل حقوق المساواة وغيرها من المنظمات المتحفظة، بالإضافة إلى المجموعات التي تقوم على فكرة واحدة ضد الإجهاض والإباحية والسيطرة على الأسلحة والنقابات. ومن خلال تضمين جمعية إيقاف تعديل حقوق المساواة مع ما يطلق عليه اسم اليمين الجديد، تمكنت من زيادة نطاق الموارد التقنية والتنظيمية والسياسية، حيث استهدفت بنجاح المرشحين المعرضين للهزيمة والموالين للنسوية.
وفي الهند، تعد مؤسسة إنقاذ الأسرة الهندية (Save Indian Family Foundation) منظمة معارضة للنسوية، حيث تعارض ما تراه على أنه تشريع متحيز فيما يتعلق بالتحرش بالمهور والعنف المحلي.
وفي بعض الدول الأخرى، لم تحقق المنظمات المعارضة للنسوية إلا أقل القليل من النجاح. ففي أستراليا، قادت بابيت فرانسيس منتدى المساعي (Endeavour Forum) (الذي كان يطلق عليه من قبل اسم "النساء اللواتي ترغبن في أن تكن نساءً) على مدار ما يزيد على خمسة وعشرين عامًا، إلا أنها فشلت في الحيلولة دون التصديق على اتفاقية القضاء على جميع أشكال التمييز ضد المرأة (CEDAW) التابعة للأمم المتحدة، بالإضافة إلى ظهور الإجهاض الطبي الناجم في أستراليا، بالإضافة إلى التحرير المتتابع للقوانين التي تتعلق بالإجهاض في أستراليا في كل ولاية ومنطقة. ولم تحقق منظمة نساء كندا الحقيقيات (REAL Women of Canada) النجاح بشكل مشابه عندما تعلق الأمر بمنع عدم تجريم الإجهاض في كندا والزواج من نفس الجنس في كندا، في حين أن منظمة نساء من أجل الحياة (Women For Life) في نيوزيلاندا أصبحت "شبكة تعليم الأسرة" قبل أن تختفي تمامًا.

## وصلات خارجية
- معاداة النسوية على مشروع الدليل المفتوح